# Цаберфельд
Цаберфельд (нім. Zaberfeld) — громада в Німеччині, знаходиться в землі Баден-Вюртемберг. Підпорядковується адміністративному округу Штутгарт. Входить до складу району Гайльбронн.
Площа — 22,18 км2. Населення становить 4204 ос. (станом на 31 грудня 2020).